# Дмитар Немањић
Дмитар је био српски жупан, син Вуканов, унук Стефана Немање. Као монах Давид постао је светитељ у Српској православној цркви.
О њему има мало података и ретко се помиње. Зна се да је у априлу 1271. молио византијског цара Михаила VIII Палеолога да потврди Хиландару неки посед на реци Струми. После тога се закалуђерио и узео име Давид. У августу 1281. ангажовао је зидаре из Дубровника да му саграде цркву Давидовицу код Бродарева на Лиму. Помиње се још и 1286. када је путовао у Јерусалим. Његов унук Вратко је отац Кнегиње Милице. Празнује се сваког 24. септембра (7. октобра по новом календару) у Српској православној цркви.

## Биографија
Димитрије се не помиње уз браћу Ђорђа и Владина у повељи млетачком дужду Пјетру Зјанију из 1208. године из чега се може посредно закључити да је тада био малолетан, односно да је рођен после 1194. године. Димитрије је био човек од великог угледа не само у Дукљи већ у целој Србији. Први пут се у писаним изворима јавља 1271. године поводом молбе византијском цару Михаилу VIII Палеологу да изда хрисовуљу манастиру Хиландару којом би унапред потврдио његово држање села Кастрина (Градац), кога је царев брат Јован намеравао да дарује манастиру. Том приликом помиње се као "рођак краља Србије, жупан Димитрије". Видимо да почетком осме деценије 13. века Димитрије носи титулу жупана. Она се у средњовековној српској држави током владавине Немањића додељивала сродницима владарске династије. Из овог писма видимо да се о Димитрију знало чак у Цариграду. Вероватно је Димитрије барем једанпут пре 1271. године боравио у Цариграду, могуће у вези са покушајем склапања брака између Михаилове ћерке Ане и Урошевог млађег сина Милутина (1267—1269).

### Изградња манастира Давидовица
У наредној деценији Димитрије оставља титулу жупана. Замонашио се под именом Давид. Он, међутим, не одлази у неки од бројних српских манастира, већ одлучује да подигне свој. Његов брат Стефан је пре више од две деценије подигао манастир Морачу. Сачуван је његов уговор са Дубровчанином Десином де Риса из 1281. године којим се овај обавезао да Димитрију подигне цркву у Бродареву, у жупи Љубовиђа, за 150 перпера. Предвиђено је да манастир буде изграђен од камена и малтера, а уколико градитељ не доврши зидање до одређеног времена обавезао се да Димитрију врати новац. Марин де Гајме био је јемац да ће Десин завршити посао. У супротном се сам обавезао да доврши све што овај не би. Сачуван је и уговор између Марина и Десина, такође од 30. августа 1281. године. Из чињенице да подиже цркву у Бродареву сазнајемо да су се тамо налазили Димитријеви баштински поседи. У Бродареву се налазио прелаз преко реке Лим, брод, по коме је и добило име.
Давид је ради исплате градитеља манастира истог дана (30. август 1281) подигао новац из свог поклада кога је још раније оставио у Дубровнику. У питању је сума од 370 перпера. Био је то само део Давидовог поклада, јер је укупна свота коју је оставио на чување у Дубровнику износила 2300 перпера. То је била огромна свота новца, што сведочи о материјалном богатству којим је располагао старац Давид.
Манастир Богојављења код Бродарева данас је познатији као "Давидовица", по имену свог ктитора. Како је изградња манастира уговорена пред јесен, она свакако није довршена до краја 1282. године. То је година великих промена у Србији, када је пасивног Драгутина на сабору у Дежеву наследио брат Милутин. Унутрашњополитичка ситуација изгледа није утицала на старца Давида који се много раније повукао из световног живота.

### Поклад у Дубровнику
Давид је био близак и са краљицом Јеленом. Јеленин изасланик, Которанин Марко Васиљевић је 19. маја 1282. године у Дубровнику подигао у краљичино име део депозита кога је оставио "старац Давид, некадашњи жупан Димитрије". Давид је 20. августа исте године оставио велику своту новца у Дубровнику. Вероватно је одлучио да као монах време проводи у својој задужбини. Пре ступања у монашку заједницу морао се одрећи световног богатства. Сума коју је оставио у Дубровнику износила је 1938 перпера, као и друге драгоцености: позлаћени сребрни бокал тежак нешто мање од 3 kg и један сребрни пехар вредан мало мање од 38 перпера. Давид је у пет наврата подизао новац из свог поклада, у периоду од 1282. до 1286. године.
Давид је највећи део богатства ипак оставио у Дубровнику, са жељом да новац утроши на путовање у Свету земљу. Са тим циљем дошао је у Дубровник на пролеће 1286. године и подигао све што је имао. Давид је, после Светог Саве, био други Немањић који је посетио Свету земљу. Последње дане је монах Давид провео у својој задужбини, где му је припремљено и гробно место. У 16. веку у Милешеви је постојао Давидов култ. Православна црква слави га 24. септембра. (7. октобра по новом календару).

## Породица
Димитрије је био син Вукана Немањића, односно унук оснивача династије, Стефана Немање. Имао је тројицу браће: Ђорђа, Стефана и Владина, од којих је изгледа био млађи. Име његове мајке није познато. Димитрије је иза себе оставио синове, од којих је по имену познат једино Вратислав. Сам Димитрије (Давид) помиње синове у документу од 24. септембра 1286. године. Вратислав је носио титулу кнеза по родословима, а по надгробној плочи пронађеној у Давидовици, носио је титулу великог жупана. Он је био отац Вратка Немањића (Југ Богдана), односно деда кнегиње Милице. Поред Вратка, Вратислав је имао барем још једног сина. Радослав, син жупана Вратислава, помиње се 1319. године.

## Породично стабло
|  |                       |  |  |  |  |  |  |  |  |  |  |  |  |  |  |  |
|  | 16. Урош I Вукановић  |  |  |  |  |  |  |  |  |  |  |  |  |  |  |  |
|  |                       |  |  |  |  |  |  |  |  |  |  |  |  |  |  |  |
|  |                       |  |  |  |  |  |  |  |  |  |  |  |  |  |  |  |
|  | 8. Zavida             |  |  |  |  |  |  |  |  |  |  |  |  |  |  |  |
|  |                       |  |  |  |  |  |  |  |  |  |  |  |  |  |  |  |
|  |                       |  |  |  |  |  |  |  |  |  |  |  |  |  |  |  |
|  | 17. Ана Диогенеса     |  |  |  |  |  |  |  |  |  |  |  |  |  |  |  |
|  |                       |  |  |  |  |  |  |  |  |  |  |  |  |  |  |  |
|  |                       |  |  |  |  |  |  |  |  |  |  |  |  |  |  |  |
|  | 4. Стефан Немања      |  |  |  |  |  |  |  |  |  |  |  |  |  |  |  |
|  |                       |  |  |  |  |  |  |  |  |  |  |  |  |  |  |  |
|  |                       |  |  |  |  |  |  |  |  |  |  |  |  |  |  |  |
|  | 2. Вукан Немањић      |  |  |  |  |  |  |  |  |  |  |  |  |  |  |  |
|  |                       |  |  |  |  |  |  |  |  |  |  |  |  |  |  |  |
|  |                       |  |  |  |  |  |  |  |  |  |  |  |  |  |  |  |
|  | 5. Анастасија Немањић |  |  |  |  |  |  |  |  |  |  |  |  |  |  |  |
|  |                       |  |  |  |  |  |  |  |  |  |  |  |  |  |  |  |
|  |                       |  |  |  |  |  |  |  |  |  |  |  |  |  |  |  |
|  | 1. Дмитар Немањић     |  |  |  |  |  |  |  |  |  |  |  |  |  |  |  |
|  |                       |  |  |  |  |  |  |  |  |  |  |  |  |  |  |  |
|  |                       |  |  |  |  |  |  |  |  |  |  |  |  |  |  |  |